# Historia postal de Bolivia

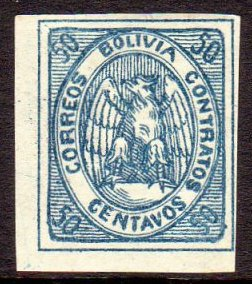
Un Cóndor de 50 centavos. Uno de los primeros sellos de Bolivia.

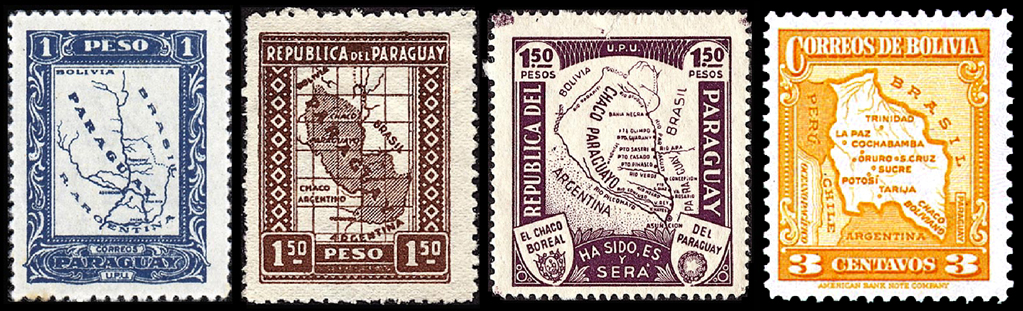
Una selección de estampillas de Paraguay y Bolivia 1924-1935

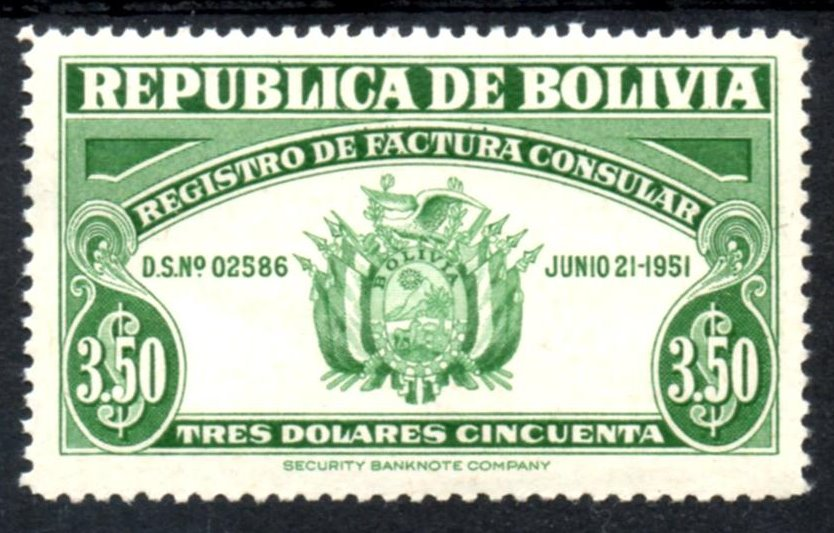
Timbre fiscal de 1951

Bolivia, antes conocida como el Alto Perú, se convirtió en una república independiente el 6 de agosto de 1825. Desde 1867 ha producido sus propios sellos postales. Las tensiones entre Chile y Bolivia han influido en los sellos y la historial postal de ambos países. 
En la actualidad la empresa responsable de los servicios postales en el país se denomina Correos de Bolivia.

## Historia
Hasta 1895 las rutas postales estaban conformadas principalmente por el ferrocarril Oruro-Antofagasta, jinetes a caballo y barcos fluviales. Las rutas postales internas permanecieron en condiciones deficientes hasta la introducción del correo aéreo en la década de 1920.
Entre 1865 y 1878 se usaron sellos británicos en el puerto de Cobija (que actualmente pertenece a Chile), y pueden identificarse mediante la cancelación C39.
Los sellos chilenos se usaron en áreas ocupadas de Bolivia entre el 1 de diciembre de 1881 y el 11 de octubre de 1883.

## Puerta del sol
Los sellos postales bolivianos son una ilustración clásica de los problemas causados por las irregularidades en la producción y el impacto de la inflación a gran escala. Bolivia fue uno de los países sudamericanos que hizo más esfuerzos para conmemorar las épocas precolombinas en las imágenes utilizadas en los sellos. El conjunto de diecinueve sellos de la "Puerta del sol" fue autorizado en 1926 para conmemorar la independencia de Bolivia. Los sellos fueron grabados e impresos en Alemania, y al enterarse de que los sellos se habían vendido sin permiso en Europa, las autoridades ordenaron que el resto fuera encerrado en una bóveda del banco donde permanecieron durante treinta y cinco años. Cuando finalmente entraron en circulación en 1960, la inflación había causado estragos en la moneda boliviana y debían sobrecargarse, a veces hasta diez mil veces su denominación original. El sello de cinco bolivianos de mayor valor se sobrecargó para convertirse en cinco mil bolivianos.